# Zípora
Zípora, Tzipora ou Séfora (do hebraico צִפּוֹרָה; pássaro, no árabe Safura) foi a mulher de Moisés e filha de Jetro (ou Reuel) de acordo com a tradição judaico-cristã.